# 江翠礫間水岸公園
江翠礫間水岸公園位於新店溪左岸華翠橋段江子翠河濱綠地，緊鄰光復賞鳥河濱公園，占地約6.5公頃，已於2010年2月8日啟用。

## 原理
礫間工程是藉污水流過礫石，經由附著在石頭的微生物分解污染物。為加速改善淡水河水質，藉由現地處理工程同時配合污水下水道建設、截流等，將可有效改善新店、大漢溪水體水質，能將淡水河降至輕、中度污染。 

## 效益
江翠礫間主要參採日本使用多年且成功之礫間接觸曝氣氧化法，第一期工程主要處理板橋地區江子翠抽水站晴天排水，第一期計畫日處理量28,500噸，污染去除效率可達75﹪以上，為東南亞最大的礫間槽體設施。該處理設施採立體化空間應用設計，上部空間建立景觀水岸公園，地下設置淨水設施，充分利用空間，可達到民眾在上部景觀環保意象空間休閒遊憩的同時，地下的處理設施正也持續在淨化新店溪水質。除此之外，園區也結合太陽能發電，提倡乾淨能源，以力行節能減碳政策。

## 設施
園區為符合多元化遊憩需求，分別規劃了兒童遊戲、體健區及藝文表演廣場，呈現出民眾歡樂、健康與增添文化交流與藝術氣息；另外採用處理後的淨化水所營造之湧泉水池區、生態埤塘及溪流，搭配地下社教觀察廊道，不僅提供參觀民眾充分了解處理的程序以及成果展示，亦可供國內學術與各機關團體等之研究與研習。

## 外部連結
- 蝴蝶公園 - 新北市觀光旅遊網 （页面存档备份，存于）